# Erich Hahn
Erich Hahn (ur. 18 października 1891 w Lipsku, zm. 4 września 1917 w Beine) – as lotnictwa niemieckiego Luftstreitkräfte z 6 potwierdzonymi zwycięstwami w I wojnie światowej.

## Życiorys
Służył w 2 Saksońskim Pułku Piechoty. Naukę pilotażu rozpoczął w 1913 roku w szkole Fokkera. W momencie wybuchu wojny służył jako pilot w FA64, wkrótce został przeniesiony do FA23, a na początku 1915 roku w Flieger-Abteilung (Artillerie) 221. Na początku 1916 roku został przydzielony do KEK Bantheville, a w momencie utworzenia Jagdstaffel 1 22 sierpnia 1916 roku do eskadry. Po przeniesieniu pierwszego dowódcy Jasta 1 Martina Zandera na stanowisko dowódcy Jagdstaffelschule I, Erich Hahn został mianowany jej dowódcą 10 listopada 1916 roku. W tym samym dniu odniósł swoje pierwsze zwycięstwo powietrzne. 29 listopada został przeniesiony do Jagdstaffel 19 na stanowisko dowódcy. 1 maja 1917 roku został odznaczony Orderem Rodu Hohenzollernów.
Erich Hahn odniósł łącznie 5 zwycięstw powietrznych. 26 kwietnia 1917 roku zestrzelił francuskiego asa René Doumer. W pół roku później 4 września 1917 roku sam padł ofiarą jednego z największych asów francuskich, kapitana Georges Felixa Madona.

## Odznaczenia
- Królewski Order Rodu Hohenzollernów – 1 maja 1917
- Order Wojskowy św. Henryka – 27 grudnia 1916
- Krzyż Żelazny I Klasy
- Krzyż Żelazny II Klasy